# Mikrokiadás
A mikrokiadás egy személy, vagy egy csoport által végzett hatékony kiadói és terjesztési technika az adott mű kiadásának érdekében egy specifikus mikropiacon belül. Általában e kiadványok nem a hagyományos kiadókat érintik a reklámozás területén felmerülő nehézségek miatt.
Hogy a mikrokiadás gazdaságosabb legyen, a munkálatok – nyomtatás, eladás – online folynak, különböző cégek által, mint a CafePress és a Lulu.com. Az ilyen mikrokiadók kiküszöbölnek sok belépési buktatót, amelyek megakadályozzák a független szerzők bejutását a könyvkiadásba, sőt gyakran magasabb összegeket fizetnek nekik, mint a hagyományos kiadók.
Az internet elterjedése előtt a mikrokiadásról azt gondolták, hogy nem lesz sikeres ága a kiadásnak, ám az internet egy kényelmes hidat hozott létre a szerzők és a mikrokiadók között, melyen keresztül megfizethetően lehet a műveket közzétenni és kiadni.
Az internet fejlődésének köszönhetően megfigyelhető a kiadástól az ön-kiadáson keresztül eljutott a mikrokiadásig a forgalmazás. A digitális forgalmazás ma már lehetőség és ez rengeteg új szerzőnek jelent lehetőséget belépni a kiadás világába.
A digitális forgalmazás hátránya a kalóz másolatok állandó növekedése, habár a Digital Millennium Copyright Act (DMCA) segítséget nyújt a szerzői jogokkal rendelkezőknek művük megvédésben, a kalózkodók megtalálása nélkül ez nehézkes.
Az Amazon, a Sony és a Barnes and Noble e-könyv olvasói segíthetnek mind a tradicionális kiadóknak, mind a mikrokiadóknak ezen problémák elkerülésében.
A digitális mikorkiadók honlapjaikat használják forgalmazott műveik terjesztéséhez.

## Fordítás
Ez a szócikk részben vagy egészben  a   Micropublishing című angol Wikipédia-szócikk fordításán alapul.  Az eredeti cikk szerkesztőit annak laptörténete sorolja fel. Ez a jelzés csupán a megfogalmazás eredetét és a szerzői jogokat jelzi, nem szolgál a cikkben szereplő információk forrásmegjelöléseként.